# زکریا الهاشمی
زکریا الهاشمی (انگلیسی: Zakaria El Hachimi؛ زادهٔ ۴ اوت ۱۹۸۷) بازیکن فوتبال اهل مراکش است.
از باشگاه‌هایی که در آن بازی کرده‌است می‌توان به باشگاه فوتبال الرجا اشاره کرد.